# 森裕
森 裕（もり ゆたか）は、日本の官僚。会計検査院事務総長官房審議官、会計検査院第3局長、第5局長を経て、静岡県代表監査委員。

## 人物・経歴
静岡県生まれ。1982年小樽商科大学商学部商学科卒業。会社法の青竹正一ゼミ出身。損害保険会社入社後、1987年に会計検査院に入り、人事課人事企画官、厚生労働検査第2課長、能力開発官、農林水産検査第2課長、厚生労働検査第1課長、会計課長、官房審議官（第5局、第1局）を経て、2019年第3局長。同年第5局長。2020年退官、静岡県監査委員（代表）。